# WONDER&CLOCKS
株式会社WONDER&CLOCKS（英: WONDER&CLOCKS CO.,LTD.）は、東京都港区に本社を置く、日本のイベント企画制作、マネジメント、キャスティング、コーディネート、プロモーションなどを手掛ける総合コンテンツカンパニー。

## 事業内容
Produced Events / Live & Exhibition
音楽ライブ・ファッション系イベントのプロデュースにおいて、業界随一の信頼を獲得。国内外のトップ・アーティストや有名モデル、人気タレント、高名なレーベルに至るまで、幅広いネットワークを構築し、魅力的な空間と時間を企画制作。

Produced Night Event
ライブやエキシビションに加え、クラブ空間で開催されるイベントのプロデュースにおいても業界随一の実績と信頼を獲得。特に渋谷エリアのSOUND MUSEUM VISIONやWOMBなどでの自社イベントは、毎回1,000人規模の動員を記録。トップ・アーティストによる定期開催クラブイベントをプロデュースし、東京のナイトカルチャー発展の一端を担っている。

PR / Casting / Coordinate
音楽イベントの出演者キャスティングのみならず、商品のPRイベントや招待制のプレミアムイベント等のキャスティングやコーディネートも手掛ける。また紙媒体/WEB/イベント等の各種プロモーションや広告代理店業も展開し、様々な企業をサポートしている。

## 定期イベント
- P.O.W.E.R. @渋谷SOUND MUSEUM VISION / 渋谷WOMB
- K-P.O.W.E.R.@渋谷SOUND MUSEUM VISION / 新木場ageHa
- ☆Taku Takahashi presents インターギャラクティック @渋谷WOMB
- PKCZ GALLERY STORE presents ChamberZ @渋谷WOMB
- P.O.W.E.R. feat. OL Killerナイト!! @渋谷SOUND MUSEUM VISION
- DAISHI DANCE vs. KSUKE @渋谷WOMB
- ROCKS☆ @渋谷WOMB
- AMAZING/EDM MUSIC FESTIVAL @渋谷WOMB / 渋谷SOUND MUSEUM VISION
- Kitsuné Afterwork @代官山UNIT

## 所属アーティスト

### アーティスト
- 岡村洋佑（クリエイター・ソングライター・編曲家・音楽プロデューサー）
- 藤山伸之助（シンガーソングライター）
- JOMMY（DJ・音楽プロデューサー）
- DISCOTHEQUE（DJ・音楽プロデューサー）

## プロデュースイベント（一部）
- bonjour records presents Bonjour Music School vol.03 feat. honeyee.com（2012.12.14 FRI）@渋谷SOUND MUSEUM VISION
  - ACT - Hiroshi Fujiwara + INO hidefumi Band Special Live Set, ILMARI (RIP SLYME / TERIYAKI BOYZ®), KENJI TAKIMI, SK8THING (C.E), DJ DARUMA (DEXPISTOLS), VERBAL(m-flo / PKCZ®) and more
    - スポンサー - JUN, bonjour records
- DAISHI DANCE presents FANTASTIC DANCE 1st ANNIVERSARY SPECIAL!!! Supported by Beats by Dr. Dre（2014.04.18 FRI）@渋谷WOMB
  - ACT - DAISHI DANCE, VERBAL (m-flo / PKCZ®), CYBERJAPAN DANCERS
    - スポンサー - Beats by Dr. Dre
- burn NIGHT supported by FM802（2014.7.4 FRI）@MAHARAJA OSAKA
  - ACT - MARC PANTHER, DAISHI DANCE, CYBERJAPAN DANCERS
    - スポンサー - 日本コカ・コーラ
- P.O.W.E.R. supported TOKYO PLAY!（2014.09.19 FRI）@渋谷SOUND MUSEUM VISION
  - ACT - SHINICHI OSAWA, TOMOYUKI TANAKA (FPM), ☆Taku Takahashi (m-flo / block.fm) and more
    - スポンサー - NIKE JAPAN
- WONDER&CLOCKS//ワンクロ presents P.O.W.E.R. × SHEL'TTER 〜BIG HALLOWEEN PARTY!!! 2015〜 feat. MOUSSY & SLY supported by GLACEAU vitaminwater®（2015.10.30 FRI）@渋谷SOUND MUSEUM VISION
  - ACT - DJ KOO from TRF, DJ KAORI, ☆Taku Takahashi (m-flo / block.fm), CREAM, FEMM, DAISHI DANCE, CYBERJAPAN DANCERS and more
    - スポンサー - BAROQUE JAPAN LIMITED, 日本コカ・コーラ
- The Block Party -block.fm 5th Anniversary-（2016.11.11 FRI）@渋谷WOMB
  - ACT - ☆Taku Takahashi (m-flo), TREKKIE TRAX, DJ AKi, DJ KAWASAKI, HyperJuice, MITOMI TOKOTO & Watanabe Sisters (CYBERJAPAN DANCERS), OFF THE ROCKER (SHINICHI OSAWA + MASATOSHI UEMURA), Tomoyuki Tanaka (FPM), 80KIDZ and more
    - スポンサー - Block FM, Spotify
- THE YES SHINICHI OSAWA OPEN to LAST LONG DJ SET & WE LOVE MONDO GROSSO（2017.06.16 FRI）@渋谷WOMB
  - ACT - SHINICHI OSAWA (MONDO GROSSO -OPEN to LAST LONG DJ SET-), Shuya Okino (Kyoto Jazz Massive), TOMOYUKI TANAKA (FPM), Atsushi Yanaka (TOKYO SKA PARADISE ORCHESTRA), ☆Taku Takahashi (m-flo / block.fm), Ryota Nozaki (Jazztronik), DJ KAWASAKI,80KIDZ, Masatoshi Uemura (OFF THE ROCKER), JOMMY, Azumi, Licaxxx , TAAR, Kazuma Takahashi and more
    - スポンサー - avex
- Amazon Fashion Week TOKYO × honeyee.com THE PARTY（2017.3.24 FRI）@渋谷SOUND MUSEUM VISION
  - ACT - MIYAVI, KEN ISHII, 村上淳 and more
    - スポンサー - Amazon Fashion Week TOKYO
- Kitsuné Afterwork（2017.7.20 THU）@代官山UNIT
  - ACT - BOHAN PHOENIX, SALU, JP THE WAVY, YETI OUT, JOMMY, JUNIORCHEF and more
    - スポンサー - Kitsuné
- PKCZ® 360°CIRCUIT -DJ SET-（2017.07.28 FRI）@渋谷WOMB
  - ACT - DJ MAKIDAI (EXILE / PKCZ®), DJ DARUMA (PKCZ®), VERBAL (m-flo / PKCZ®), SWAY (DOBERMAN INFINITY), LUCAS VALENTINE
    - スポンサー - LDH
- SWAG HOMMES "THE NIGHT" supported by Y-3（2017.11.17 FRI）@渋谷WOMB
  - ACT - MIYAVI, KSUKE, TeddyLoid, JOMMY, Kazuma Takahashi
    - スポンサー - Y-3

## PR / キャスティング / コーディネート（一部）
- 「GQ JAPAN x COACH」（2017年）ファッションカルチャー雑誌「GQ JAPAN」× 高級ライフスタイルブランド「COACH」スタイリング動画プロジェクトをパリにて撮影。MIYAVIをキャスティングプロデュース
- 「Amazon Fashion Week TOKYO × ELLE café Beauty Foodie Party」（2017年@ELLE café）Amazon Fashion Week TOKYOのオフィシャルイベントとして、ELLE caféの健康志向なフードとドリンクを入場無料で楽しむことができたこの日。そのプロデュース企画から制作、運営、キャスティングに至るまでを担当。
  - GUEST - マリエ / DJ - Licaxxx, TETSUYA SUZUKI (honeyee.com / .fatale) / SPONSOR - ELLE café, Amazon Fashion Week TOKYO
- 「MINE BY 3M THE PARTY 2016」（2017年@TABLOID）ブルーノ・マーズのプロデュースや自身の楽曲で大物アーティストをフィーチャリングするなど世界的に支持を集めるグラミー賞受賞アーティスト、マーク・ロンソンを招聘。SKY-HI(AAA)、ERIE (E-girls) などライブアーティストの提案とキャスティングを行う。
  - ACT - MARK RONSON, SKY-HI (AAA), BENI, ERIE (E-girls) 他
    - スポンサー - 3ミニッツ
- 「VINYL」第一話爆音上映会（2017年@SOUND MUSEUM VISION）海外ドラマ「VINYL」上映会イベントの全体プロデュース、運営、進行。また、オカモトショウ (OKAMOTO'S) とオカモトレイジ (OKAMOTO'S) などのキャスティングも担当し、本編にてトークショーも実施。
  - ACT - オカモトショウ (OKAMOTO'S), オカモトレイジ (OKAMOTO'S), ピーター・バラカン
    - スポンサー - ワーナーミュージック・ジャパン, スター・チャンネル
- 「honeyee.com x 山本耀司 x MIYAVI」（2017年）最新カルチャーWEBマガジン『honeyee.com（ハニカム）』にて長きに渡り世界のファッションシーンをリードしてきた山本耀司とそのプロダクトを愛用しているMIYAVIによる貴重なスペシャル対談をコーディネート
- 「SWAG HOMMES × 赤西仁」（2017年）ハイエンドマガジン「SWAG HOMMES」の ファッションコーデイネート記事”FLOATING BEATS”にて、日本のみならず海外からも支持を得るアーティスト赤西仁をキャスティング
- PIAGET銀座本店 Anniversary Party（2017年@PIAGET銀座本店）1984年創業のラグジュアリーブランドPIAGET。その銀座本店のリニューアル1周年記念パーティにてスペシャルゲストとして小室哲哉をキャスティング
- 「The SHEL'TTER TOKYO 1ST Anniversary Celebrations」（2013年@東急プラザ表参道原宿内The SHEL’TTER TOKYO）原宿のランドマーク的存在として若者から絶大な人気を得るセレクトショップ「The SHEL'TTER TOKYO。その1周年を記念したインストアのアニバーサリーパーティを制作
- 「ULTRA JAPAN 2017 / ULTRA PARK STAGE」（2017年@TOKYO DAIBA ULTRA PARK）日本最大級のダンスミュージック・フェスティバル「ULTRA JAPAN」。その2017年最終日のULTRA PARK STAGEのプロデュースと出演者のキャスティングを担当
- honeyee.com New Year's Party 2018（2018年@渋谷SOUND MUSEUM VISION）ウェブマガジン「honeyee.com」との2018年ニューイヤーズパーティ。大沢伸一、村上淳、水原佑果などが出演し、音楽とファッションカルチャーが絶妙にミックスされた空間となった。ファッション、アートなどのクリエイターや業界関係者も多数来場。
- nero paris issue Release Party（2012年@bonjour records DAIKANYAMA）1990年代から活躍し、ミュージック・シーンの最先端を独自の視点で切り取ってきた音楽ライター、井上由紀子。彼女が本当に美しいと思う音楽、ファッション、アートなどのカルチャーをコンパイルした雑誌『nero』の発刊イベントを制作。